# La Crosilha (Puèi Domat)
La Crouzille és un municipi francès situat al departament del Puèi Domat i a la regió d'Alvèrnia-Roine-Alps. L'any 2007 tenia 281 habitants.

## Demografia

### Població
El 2007 la població de fet de La Crouzille era de 281 persones. Hi havia 123 famílies de les quals 32 eren unipersonals (20 homes vivint sols i 12 dones vivint soles), 51 parelles sense fills, 28 parelles amb fills i 12 famílies monoparentals amb fills.
La població ha evolucionat segons el següent gràfic:
Habitants censats

### Habitatges
El 2007 hi havia 205 habitatges, 122 eren l'habitatge principal de la família, 67 eren segones residències i 17 estaven desocupats. 201 eren cases i 4 eren apartaments. Dels 122 habitatges principals, 100 estaven ocupats pels seus propietaris, 14 estaven llogats i ocupats pels llogaters i 8 estaven cedits a títol gratuït; 1 tenia una cambra, 18 en tenien dues, 18 en tenien tres, 37 en tenien quatre i 48 en tenien cinc o més. 93 habitatges disposaven pel capbaix d'una plaça de pàrquing. A 57 habitatges hi havia un automòbil i a 50 n'hi havia dos o més.

### Piràmide de població
La piràmide de població per edats i sexe el 2009 era:
| Homes | Edats   | Dones |
| ----- | ------- | ----- |
| 0     | 95 o +  | 0     |
| 0     | 90 a 94 | 0     |
| 0     | 85 a 89 | 0     |
| 0     | 80 a 84 | 4     |
| 0     | 75 a 79 | 8     |
| 8     | 70 a 74 | 4     |
| 20    | 65 a 69 | 16    |
| 16    | 60 a 64 | 16    |
| 0     | 55 a 59 | 8     |
| 16    | 50 a 54 | 4     |
| 8     | 45 a 49 | 0     |
| 4     | 40 a 44 | 16    |
| 4     | 35 a 39 | 4     |
| 4     | 30 a 34 | 12    |
| 12    | 25 a 29 | 4     |
| 12    | 20 a 24 | 8     |
| 8     | 15 a 19 | 0     |
| 12    | 10 a 14 | 4     |
| 4     | 5 a 9   | 8     |
| 8     | 0 a 4   | 4     |

## Economia
El 2007 la població en edat de treballar era de 167 persones, 136 eren actives i 31 eren inactives. De les 136 persones actives 118 estaven ocupades (73 homes i 45 dones) i 18 estaven aturades (9 homes i 9 dones). De les 31 persones inactives 9 estaven jubilades, 10 estaven estudiant i 12 estaven classificades com a «altres inactius».

### Ingressos
El 2009 a La Crouzille hi havia 128 unitats fiscals que integraven 288,5 persones, la mediana anual d'ingressos fiscals per persona era de 13.761 €.

### Activitats econòmiques
Dels 8 establiments que hi havia el 2007, 1 era d'una empresa de fabricació d'altres productes industrials, 4 d'empreses de construcció, 1 d'una empresa de comerç i reparació d'automòbils, 1 d'una empresa d'hostatgeria i restauració i 1 d'una empresa immobiliària.
Dels 5 establiments de servei als particulars que hi havia el 2009, 1 era un taller de reparació d'automòbils i de material agrícola, 1 paleta, 2 lampisteries i 1 electricista.
L'únic establiment comercial que hi havia el 2009 era una carnisseria.
L'any 2000 a La Crouzille hi havia 32 explotacions agrícoles que ocupaven un total de 1.660 hectàrees.

## Poblacions més properes
El següent diagrama mostra les poblacions més properes.